# دادگاه صلح و ایستگاه پلیس خیابان بو

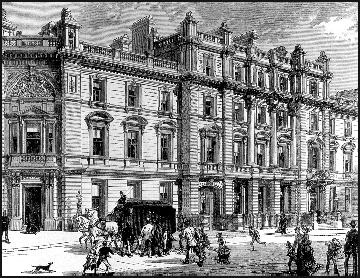
تصویری سدهٔ نوزدهمی از دادگاه صلح خیابان بو، که افسران خیابان بو به آن پیوسته بودند.

دادگاه صلح و ایستگاه پلیس خیابان بو (به انگلیسی: Bow Street Magistrates' Court and Police Station، پیشتر دادگاه پلیس خیابان بو — Bow Street Police Court —) هرکدام یکی از مشهورترین دادگاه‌های صلح و ایستگاه‌های پلیس در انگلستان بودند.
در هنگام فعالیت ۲۶۶ ساله‌اش، این دادگاه بی‌درنگ ساختمان‌های مختلفی را در خیابان بو در مرکز لندن، شمال شرقی کاونت گاردن اشغال کرد، که آخرین آن‌ها در سال ۱۸۸۱ باز شد و ایستگاه پلیس پیشتر در جای دیگر خیابان گنجانده شده بود. دادگاه سرانجام سال ۲۰۰۶ بسته شد و کارش به مجموعه‌ای متشکل از چهار دادگاه صلح واگذار شد: وست‌مینستر، کامبرول گرین، هایبری کرنر و دادگاه صلح شهر وست‌مینستر. قاضی ارشد خیابان بو تا سال ۲۰۰۰، قاضی کل متروپولیتن بود.
این ساختمان در فهرست درجه دوم قرار دارد - اماکن دادگاه اکنون یک هتل را تشکیل می‌دهند و قسمت ایستگاه، موزه پلیس خیابان بو را در خود جای داده است.

## تاریخچه

### ۱۷۴۰–۱۸۷۵
نخستین دادگاه خیابان بو سال ۱۷۴۰ تأسیس شد، هنگامی که سرهنگ سِر توماس دی ویل که در وست‌مینستر قاضی بود، قاضی صلح خیابان بو شد و در پلاک ۴ آنجا اقامت گزید. هنری فیلدینگ رمان‌نویس و نمایشنامه‌نویس سال ۱۷۴۷ جانشین دی ویل شد. او سال ۱۷۴۸ قاضی صلح شهر وست‌مینستر شد، هنگامی که مشکل مصرف جین و جنایات ناشی از آن در اوج بود. هشت محل مجوزدار در خیابان بود و فیلدینگ گزارش داد که از هر چهار خانه در کاونت گاردن، یکی مغازه جین‌فروشی است. سال ۱۷۴۹، فیلدینگ در پاسخ به درخواست‌ها برای یافتن وسیله‌ای مؤثر به منظور مقابله با جنایت و بی‌نظمی فزاینده، هشت پاسبان معتمد را گرد هم آورد که با عنوان «افراد آقای فیلدینگ» شناخته می‌شدند، که به زودی به راستگویی و کارآمدی در تعقیب مجرمان شهرت یافتند. پاسبان‌ها به افسران خیابان بو معروف شدند.
برادر ناتنی نابینای فیلدینگ، سِر جان فیلدینگ (معروف به «منقارکورهٔ خیابان بو»)، سال ۱۷۵۴ جانشین برادرش در قضاوت شد و گشت را به نخستین نیروی پلیس واقعاً مؤثر پایتخت تبدیل کرد. جاکومو کازانووا از جملهٔ کسانی بود که در دادگاه محاکمه شدند.
اوایل سدهٔ نوزدهم شاهد افزایش چشمگیر تعداد و گسترهٔ پلیس مستقر در خیابان بو با تشکیل گشت اسبی خیابان بو در سال ۱۸۰۵ بود که تا مرز لندن را پوشش می‌داد و نخستین واحد پلیس یونیفرم‌پوش در بریتانیا بود و در سال ۱۸۲۱ گشت پیاده از اسب که مناطق حومه شهر را پوشش می‌داد. بلافاصله پس از تأسیس این نیرو در سال ۱۸۲۹، یک ایستگاه پلیس متروپولیتن نیز در شماره‌های ۲۵ و ۲۷ تأسیس شد. افسران از آنجا برای پلیس شورش کلدبث فیلدز در سال ۱۸۳۳ فرستاده شدند.

### ۱۸۷۶–۱۹۹۱: دادگاه
سال ۱۸۷۶ فرانسیس راسل، نهمین دوک بدفورد محلی در ضلع شرقی خیابان بو را به کمیسیون‌های آثار و سازه‌های عمومی علیاحضرت واگذار کرد، تا ترکیبی جدید از دادگاه صلح و ایستگاه پلیس با اجارهٔ سالانهٔ ۱۰۰ پوند بسازند. کار روی ساختمان کنونی با طرحی از نقشه‌بردار کمیسیون سِر جان تیلور، سال ۱۸۷۸ آغاز شد و سال ۱۸۸۱ به پایان رسید — تاریخ ۱۸۷۹ در سنگ‌کاری بالای درب ساختمان فعلی، سالی است که امید می‌رفت کار در آن به پایان برسد. مدخل فهرست هیستوریک اینگلند، سبک معماری را «یونانی-رومی باوقار و گلچین شده با قدری جزئیات ونبرویی و نه به شیوه پنتورن» توصیف می‌کند.

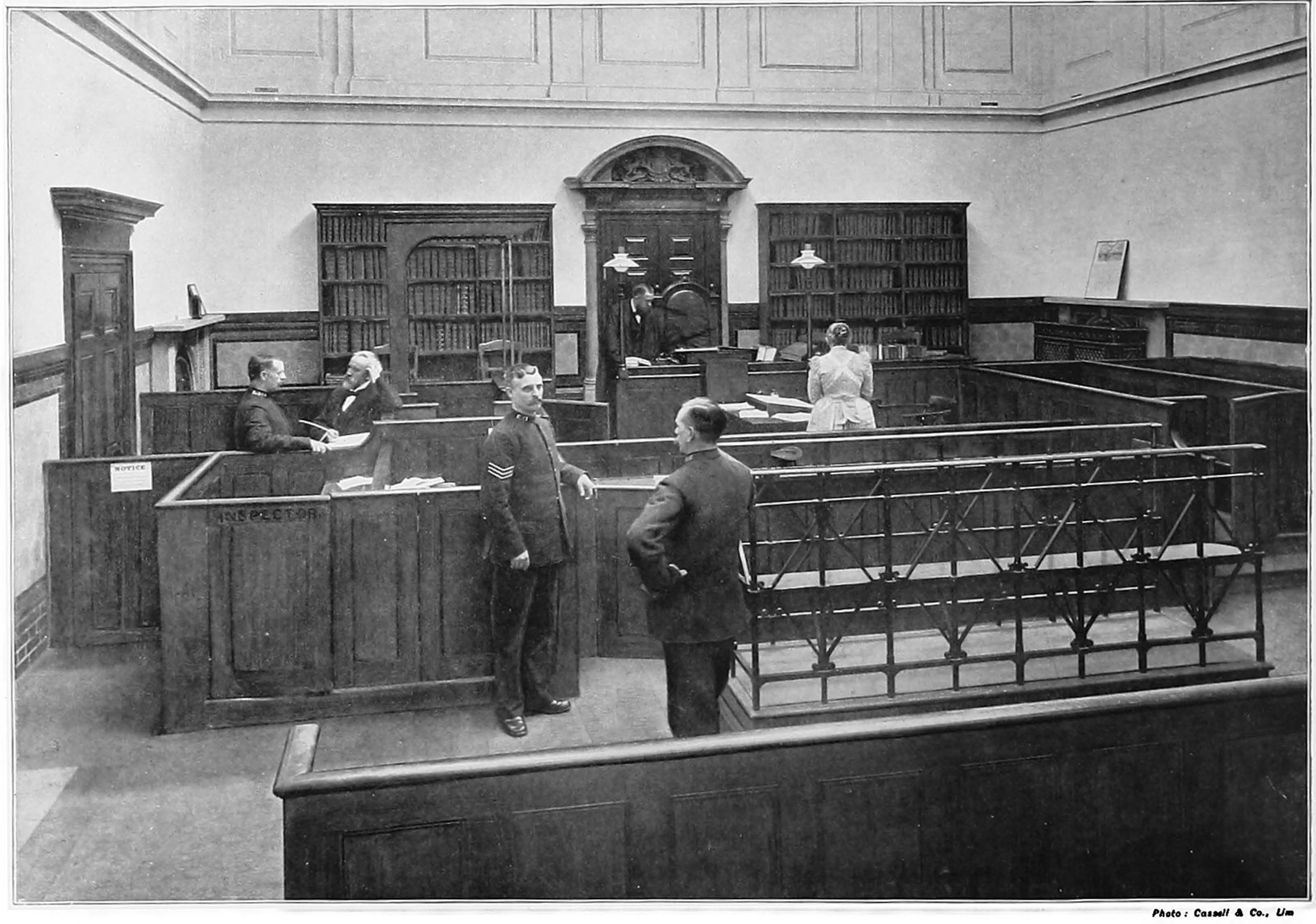
دادگاه در سال ۱۸۹۵

در سال ۱۸۷۸ روزنامه‌نگار والتر تورنبری نوشت که این مؤسسه، که هنوز هم به طور کلی دادگاه صلح نامیده می‌شود، متشکل از «سه قاضی صلح [بود] که هرکدام دو روز هفته را در آن کار می‌کردند». او افزود:
قاضی کل صلحیه به جای مزد روزانهٔ کارش، که پیشتر به درآمدش افزوده می‌شد [و] اما اکنون به حساب عمومی منتقل می‌شود، افزایش حقوق زیادی دریافت می‌کند. او همچنین برای سرپرستی گشت اسب‌ها، سالی ۵۰۰ پوند [معادل ۵۰٬۰۷۵ پوند در ۲۰۲۱] دریافت می‌کند. همهٔ قاضی‌های صلحیهٔ این اداره، در کمیسیون صلح شهرستان‌های میدلسکس، ساری، کنت و اسکس هستند.— 
در سال‌های پایانی، دادگاه دفتر قاضی ارشد ناحیه (دادگاه‌های صلح) را در خود جای داد که به موضوعات مهمی مانند پرونده‌های استرداد یا پرونده‌های وابسته به شخصیت‌های برجسته عمومی، رسیدگی می‌کرد. خیلی از متهمان مشهور در دادگاه حضور پیدا می‌کردند، اغلب پیش از فرستادن به جلسهٔ دادرسی در دادگاه کیفری مرکزی، اولد بیلی یا دیگر مراکز دادگاه‌های جزا، یا هنگامی که به اتهام استرداد یا تروریسم بازداشت می‌شدند. این‌ها عبارت بودند از:
- راجر کیسمنت
- هاولی هاروی کریپن
- ابو حمزه المصری
- ویلیام جویس
- دوقلوهای کری
- املین پنکهرست و کریستابل پنکهرست
- آگوستو پینوشه
- جان سیرل پورت
- اسکار وایلد

### ۱۸۷۶–۱۹۹۲: ایستگاه
در همین حال، ایستگاه پلیس خیلی فعال بود. افسران آنجا سال ۱۸۹۰ اعتصاب کردند، مری لوید سال ۱۸۹۲ تعرضی در آنجا را گزارش کرد و ایستگاه سال ۱۹۳۹ در کمپین تروریستی اِس پلن مورد تهدید قرار گرفت. پلیس ایستگاه با سربازان مشترک‌المنافع در ۱۹۱۹ و کارگران اعتصابی در ۱۹۳۱ درگیر شدند. زندانیان سرشناسی که بلافاصله پس از دستگیری وارد سلول‌ها شدند عبارتند از کلارا لمبرت، نماینده مجلس کانینگهام گراهام و برونو منسر، در حالی که افسران برجستهٔ آنجا شامل نورول رابرتز، رابرت هلمز، ایوان فلچر و کمیسران آینده جوزف سیمپسون و پیتر ایمبرت بودند.

### ۱۹۹۲–اکنون

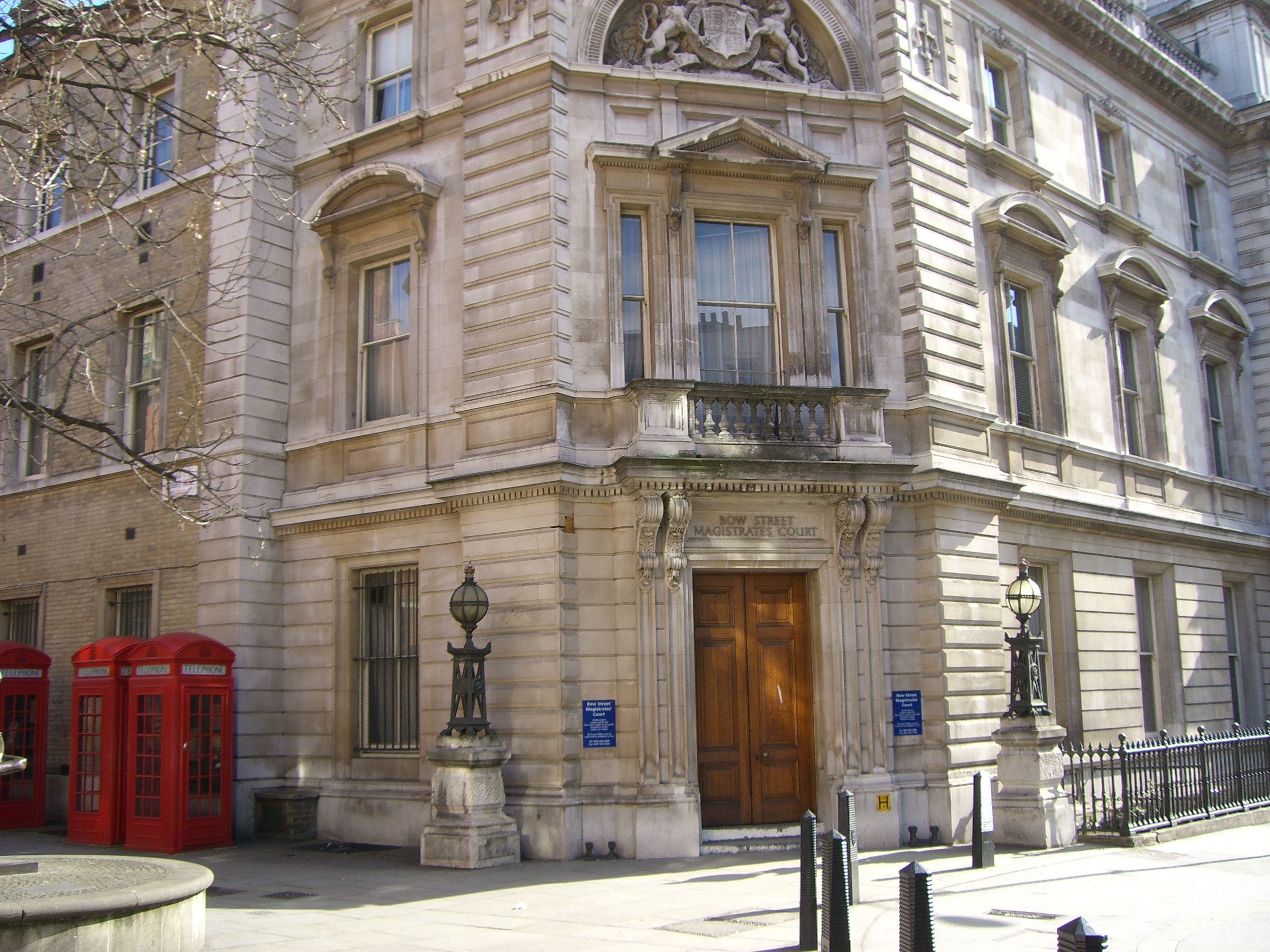
دادگاه در سال ۲۰۰۶

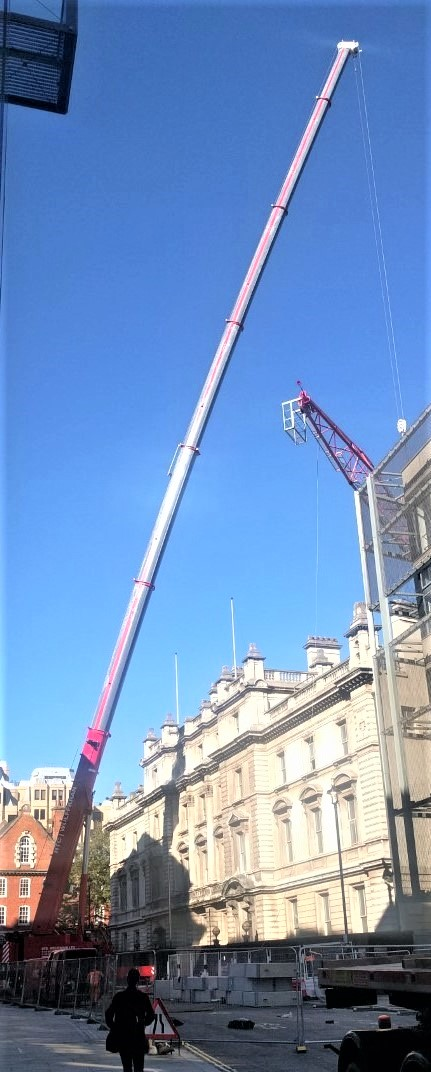
گسترش دوباره، اکتبر ۲۰۱۸

وضعیت فهرست‌شده ساختمان به این معنی است که بروزرسانی آن با معیارهای نوین، اقتصادی نیست. بر این پایه، در نظر گرفته شد که دادگاه بسته شود تا امکان استفاده بهتر از ساختمان جلوی تالار اپرای سلطنتی لندن فراهم شود. ایستگاه پلیس سال ۱۹۹۲ بسته شد، منطقه آن با ایستگاه پلیس کانن رو ادغام شد و منطقه‌ای جدید با ایستگاه پلیس چرینگ کراس تشکیل دادند و در سال ۲۰۰۴ مالکان مشترک دادگاه، متصدیان دادگاه‌های صلح لندن بزرگ و فرماندهی پلیس متروپولیتن دادگاه را به فروش گذاشتند. در ژوئیهٔ ۲۰۰۵ توسعه‌دهندهٔ املاک گری بارت، این محل را خرید تا به یک هتل بوتیک تبدیلش کند و دادگاه در ۱۴ ژوئیهٔ ۲۰۰۶ بسته شد.
آخرین پرونده‌ای که در این دادگاه به آن رسیدگی شد دربارهٔ جیسون جان هندی، ولگرد ۳۳ ساله الکلی بود که متهم به نقض دستور رفتاری ضد اجتماعی خود بود. موارد دیگر در روز آخر شامل گدایان، دزدان مغازه، رانندگان غیرقانونی مینی‌کب‌ها و یک پروندهٔ تروریستی - نخستین پرونده در نوع خود - بود که در آن یک مظنون به ترور، متهم به نقض دستور کنترل خود شد. روز پایانی با حضور گستردهٔ اهالی مطبوعات برگزار شد. پرونده‌های باقی‌مانده به دادگاه صلح هورس‌فری رود منتقل شدند، که خود سال ۲۰۱۱ هنگامی که کارهایش به دادگاه قدیمی ماری‌لبون سپرده شدند، بسته شد و به دادگاه صلح وست‌مینستر تغییر نام داد.
در سال ۲۰۰۸، مقر خیابان بو به توسعه‌دهندگان اتریشی فروخته شد که پروانهٔ ساخت‌وساز یک هتل و موزه پلیس را دریافت کردند و در عین حال، نمای خارجی ساختمان دادگاه قدیمی را حفظ کردند. در اکتبر ۲۰۱۶ این مقر باز هم فروخته شد، این بار به بازوی بریتانیایی یک شرکت سرمایه‌گذاری قطری، که از پروانهٔ ساخت‌وساز موجود استفاده کرد. هتلی ۹۱ اتاقه که شرکت زنجیره‌ای نومد مستقر در نیویورک آن را اداره می‌کند، در مهٔ ۲۰۲۱ باز شد و یک رستوران عمومی و موزه‌ای برای تاریخ پلیس لندن نیز در کنارش، فعالیت خود را آغاز کردند.